# ヒュウガミズキ
ヒュウガミズキ（日向水木、学名: Corylopsis pauciflora）は、マンサク科トサミズキ属の落葉低木。別名、イヨミズキ、コバノトサミズキともいう。中国名は、少花瑞木。和名の由来は、日向（宮崎県）に自生するミズキの意味である。山地に生え、公園や庭に広く植えられる。

## 特徴
落葉広葉樹の低木で、高さは1 - 3メートル (m) になり幹は株立ちになる。トサミズキ（Corylopsis spicata）に似ているが、すべてに小ぶりである。樹皮は灰褐色から茶褐色で、円い皮目が多数ある。枝は細く、赤褐色で無毛である。秋に紅葉し、黄色から橙色に色づき褐色に変わる。
花期は3 - 4月頃で、薄黄色の花を下向きに咲かせる。
2から3個の花が房になって無数に咲き、花弁の先から黄色の雄蕊の葯がのぞく。
冬芽は長さ3 - 6ミリメートル (mm) で、花芽は先がやや尖った球形で、葉芽は楕円形をしており、2枚の芽鱗に包まれている。

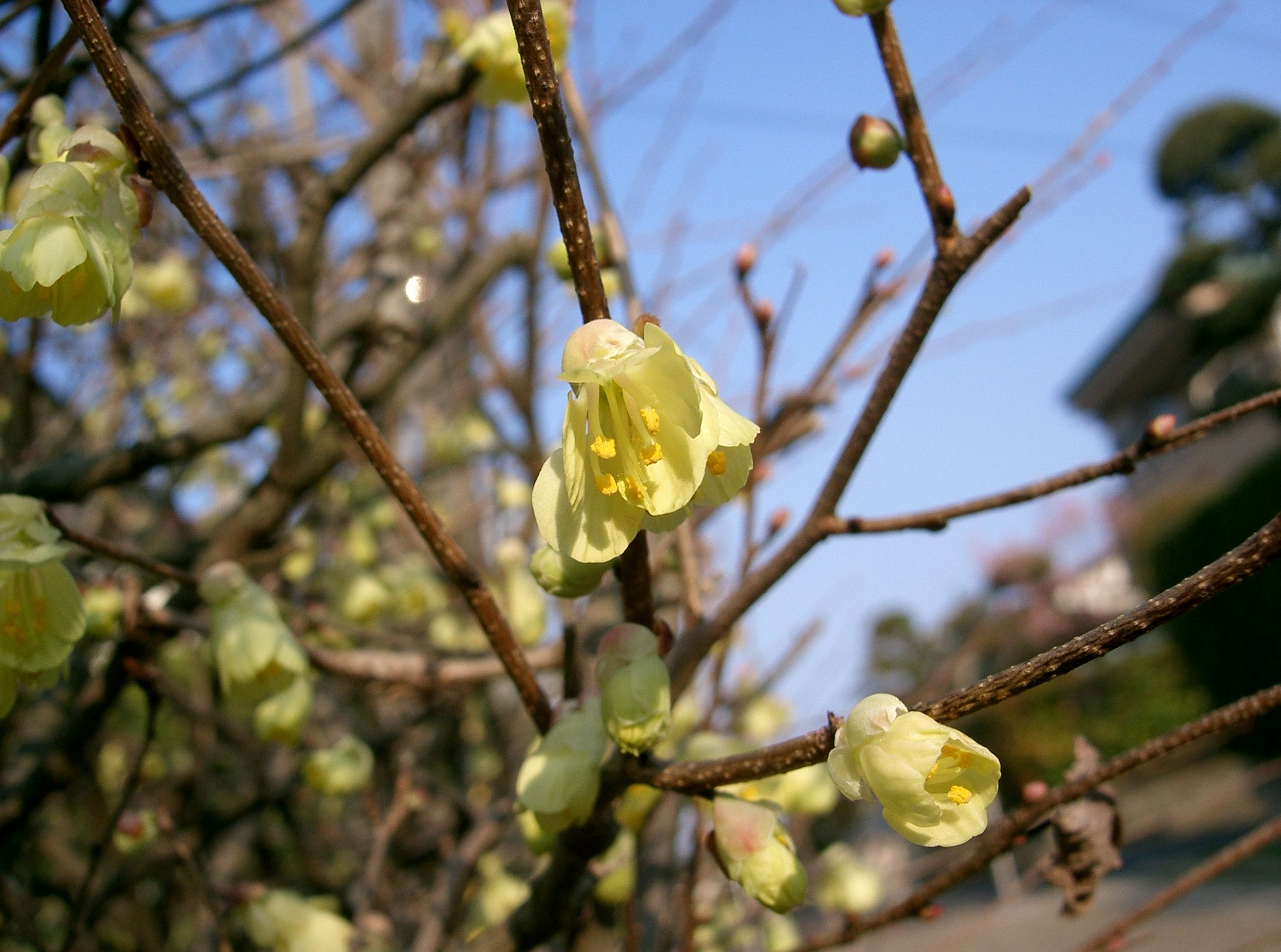
花

## 分布・生育地
日本の本州（石川県から兵庫県の日本海側）、四国（高知県）、九州（宮崎県）、および台湾に分布する。野生のものは日本で限られたところに生えており、あまり多く自生してないが、各地で広く植栽されていて庭や公園で植栽されているものが見られる。名前とは異なり、自生するものは宮崎県（日向国）には見られない。

## 保全状況評価
- DATA DEFICIENT (IUCN Red List Ver. 2.3 (1994))
[6]

## 利用
庭木や公園樹として広く栽培される。